# Karl Anderson (wrestler)
Chad Allegra, meglio noto con il ring name Karl Anderson (Asheville, 18 gennaio 1980), è un wrestler statunitense.
In WWE Anderson ha detenuto due volte il Raw Tag Team Championship insieme a Luke Gallows. Nella New Japan Pro-Wrestling ha detenuto quattro volte l'IWGP Tag Team Championship (tre con Gallows e una con Giant Bernard) e una volta il NEVER Openweight Championship.

## Carriera

### Pro Wrestling Guerilla (2007–2009)
Ad inizio 2007, Anderson debutta per la Pro Wrestling Guerrilla, sconfiggendo nettamente lottatori come Frankie Kazarian e Colt Cabana. Continua a partecipare agli show della PWG durante l'anno, facendo squadra con Joey Ryan. Il 24 febbraio 2008, partecipa al torneo per decretare il PWG World Champion, sconfigge Kazarian per accedere alla finale, ma qui perde contro Human Tornado, in un incontro a tre che includeva anche Roderick Strong. Dopo undici mesi di assenza, ritorna nel febbraio 2009. Il 28 agosto dello stesso anno, perde un match insieme a Joey Ryan contro gli Young Bucks per il PWG World Tag Team Championship. Nella sua ultima apparizione, il 4 settembre 2009, viene sconfitto da Roderick Strong.

### Ring of Honor (2007; 2013)
Il 19 ottobre 2007, debutta anche per la Ring of Honor, perdendo un incontro di qualificazione per il Survival of the Fittest di quell'anno contro Chris Hero. Due giorni dopo, in incontro singolo, perde anche contro Adam Pearce. Combatte solo due match per la promotion di Philadelphia, salvo tornare nel 2013, a Supercard of Honor VII il 5 aprile, battendo Roderick Strong. Successivamente, sconfigge anche Michael Elgin. Proprio da quest'ultimo tuttavia, viene eliminato nel torneo per decretare il ROH World Champion nei quarti di finale. Nelle fasi eliminatorie era riuscito a prevalere su ACH.

### WWE (2016–2020)

#### The Club (2016)
Nel gennaio 2016 la WWE ha annunciato che Styles, Gallows e Anderson erano in procinto di lasciare la NJPW per passare alla WWE. Nella puntata di Raw dell'11 aprile Gallows e Anderson hanno fatto il loro debutto come tag team nella WWE quando hanno attaccato gli Usos (Jey e Jimmy Uso).
Nella successive puntate di Raw la WWE ha iniziato a piantare i semi per una possibile alleanza tra i tre ex membri del Bullet Club, quando Gallows e Anderson (entrambi heel, ossia i "cattivi") – dopo essersi riuniti nel retroscena durante un'intervista ad AJ Styles (che invece era face, ossia interpretava un personaggio "buono") – hanno attaccato sul ring il suo rivale Roman Reigns (che avrebbe affrontato per il WWE World Heavyweight Championship a Payback), ma Styles non sembrava aver apprezzato l'aiuto da parte di Gallows e Anderson, che hanno lottato insieme per la prima volta nella WWE durante la puntata di Raw del 25 aprile in cui hanno sconfitto gli Usos. Gallows e Anderson hanno continuato a dare segni di aver riformato un'alleanza con Styles, che hanno aiutato nel fronteggiare Reigns e gli Usos, incluso a Payback, dove però Styles non è riuscito a conquistare il WWE World Heavyweight Championship. Tutto ciò ha portato a una faida tra il trio di Styles, Gallows e Anderson e quello di Reigns e gli Usos: dopo che il trio di Styles ha sconfitto quello di Reigns nella puntata di Raw del 2 maggio Gallows e Anderson volevano che Styles colpisse Reigns con una sedia, ma questi ha rifiutato, portando gli stessi Usos ad attaccarlo con la sedia, prima che Styles riuscisse ad avere la meglio, venendo però furiosamente attaccato da Reigns dopo aver visto Styles colpire gli Usos con la sedia. Styles, Gallows e Anderson ha subìto la loro prima sconfitta come trio nella WWE durante la puntata di SmackDown del 5 maggio in cui Reigns ha ottenuto lo schienamento vincente ai danni di Anderson. Nella puntata di Raw del 9 maggio Styles, Gallows e Anderson sono stati nominati con il nome di The Club e hanno nuovamente affrontato Reigns e gli Usos, questa volta in un six-man elimination tag team match che li ha visti perdere per squalifica. Gallows e Anderson hanno affrontato gli Usos nella puntata di SmackDown del 12 maggio e hanno perso il match per squalifica, ma hanno avuto la meglio in una rissa al termine del match senza che Styles o Reigns intervenissero. Nella puntata di Raw del 16 maggio Gallows e Anderson hanno subìto la loro prima sconfitta per schienamento come tag team quando gli Usos li hanno sconfitti, ottenendo tuttavia la loro rivincita a Extreme Rules, dove Gallows e Anderson hanno sconfitto gli Usos in un tornado tag team match, mentre Styles ha perso l'Extreme Rules match contro Reigns. La sera seguente a Raw Styles ha detto a Gallows e Anderson che dovrebbero andare ognuno per conto proprio e rimanere amici, ma Gallows e Anderson hanno rifiutato e apparentemente concluso la loro alleanza con Styles.
Nella puntata di Raw del 30 maggio Styles ha avuto un confronto verbale con il rientrante John Cena, ma i due sono stati interrotti da Gallows e Anderson: Styles, che sembrava essere dalla parte di Cena, lo ha invece attaccato alle spalle furiosamente, diventando ufficialmente heel e riformando il Club. Ciò ha portato a un match tra Styles e Cena a Money in the Bank, mentre Gallows e Anderson hanno mostrato il loro interesse per il WWE Tag Team Championship, che però non sono riusciti a conquistare contro i campioni del New Day (Big E, Kofi Kingston e Xavier Woods), i Vaudevillains (Aiden English e Simon Gotch) e di Enzo e Big Cass in un Fatal 4-way tag team match, mentre Styles è riuscito a sconfiggere Cena in un match singolo grazie all'aiuto di Gallows e Anderson. Il Club avrebbe continuato ad attaccare Cena nelle settimane seguenti fino alla puntata di Raw del 4 luglio, quando Enzo Amore e Big Cass sono intervenuti per aiutare Cena, portando i sei ad affrontarsi a Battleground, dove il Club è stato sconfitto quando Cena ha schienato Styles in quella che è stata la loro ultima sera come trio: infatti durante il draft Styles è stato scelto da SmackDown, mentre Gallows e Anderson sono passati a Raw. Tuttavia il 21 luglio Styles ha affermato sul proprio profilo Twitter che il Club non si era sciolto, bensì che si stava "espandendo", lasciando intendere che il Club sarebbe rimasto attivo in entrambi gli show.
L'ultima (momentanea) apparizione del Club è stata il 24 luglio a Battleground, quando è stato sconfitto da John Cena, Enzo Amore e Big Cass in un Six-man tag team match.

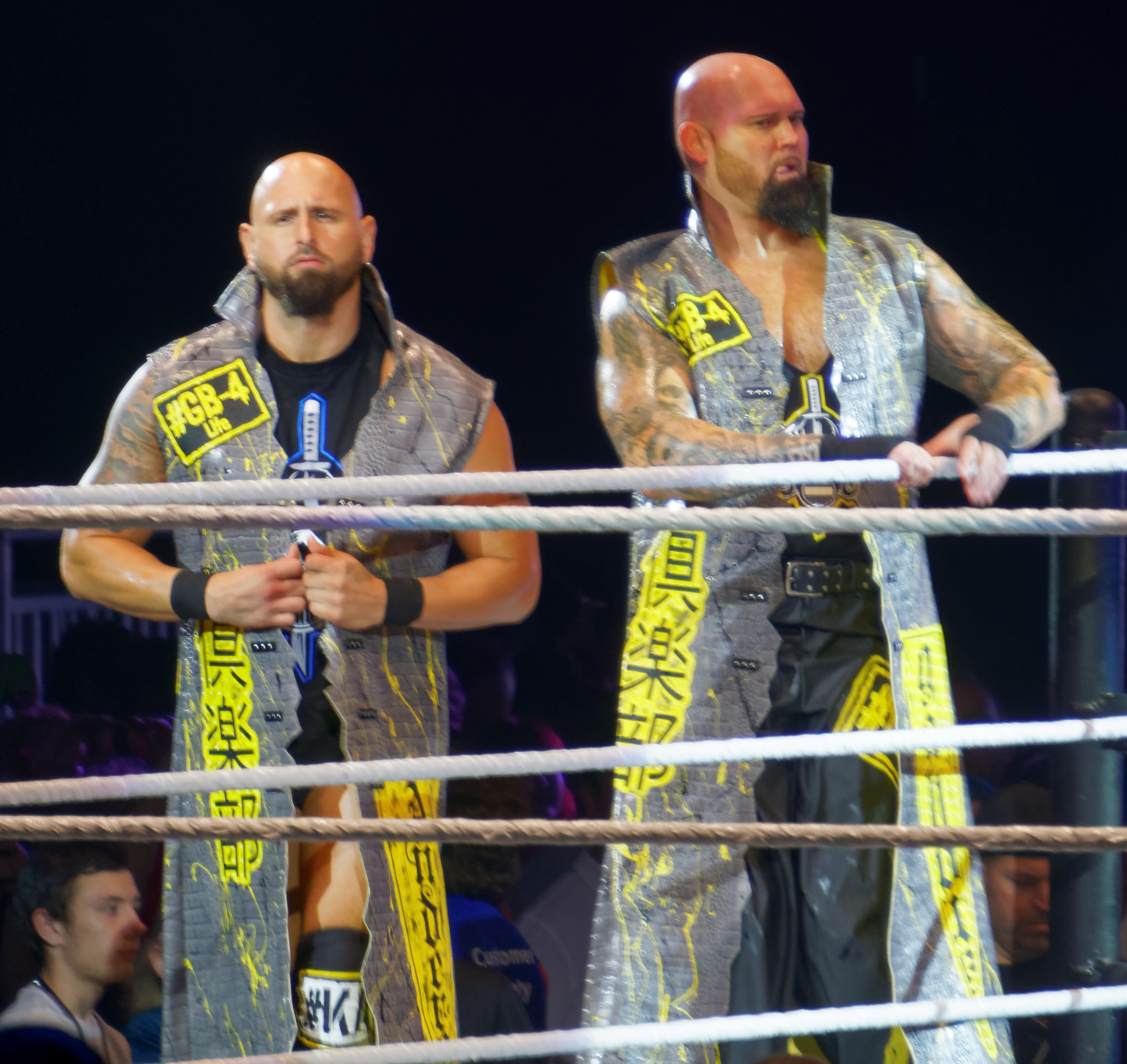
Anderson e Gallows nel settembre 2016

Una volta trasferiti nei rispettivi roster, Gallows e Anderson hanno ripreso la faida col New Day, per cercare di conquistare il WWE Tag Team Championship detenuto dai tre. Nella puntata di Raw del 1º agosto Big E e Kingston hanno trionfato su Karl Anderson e Luke Gallows in un match non titolato ma, nel post match, i due avversari hanno brutalmente attaccato Big E, infortunandolo all'inguine (kayfabe). Nella successiva puntata di Raw dell'8 agosto è stato annunciato che Kingston e Woods, privi dell'infortunato Big E, avrebbero dovuto affrontare Anderson e Gallows a SummerSlam con in palio il WWE Tag Team Championship. Nella puntata di Raw del 15 agosto Gallows e Anderson hanno sconfitto facilmente i Golden Truth (Goldust e R-Truth). Il 21 agosto, a SummerSlam, Gallows e Anderson hanno affrontato Kofi Kingston e Xavier Woods (Big E era stato infortunato da Anderson e Gallows nella puntata di Raw del 1º agosto) per il WWE Tag Team Championship ma l'incontro è terminato con la squalifica di Kingston e Woods a causa dell'intervento di Big E ai danni degli avversari, facendo sì che il New Day mantenesse comunque le cinture. Il 25 settembre a Clash of Champions Gallows e Anderson hanno tentato di conquistare il WWE Raw Tag Team Championship contro il Big E e Kofi Kingston del New Day ma sono stati sconfitti. La scena si è ripetuta anche la sera dopo a Raw, quando Big E e Kingston hanno nuovamente difeso con successo i titoli contro Anderson e Gallows. Nella puntata di Raw del 3 ottobre Gallows e Anderson hanno sconfitto i Golden Truth per la seconda volta. Il 30 ottobre, a Hell in a Cell, Gallows e Anderson hanno sconfitto Enzo Amore e Big Cass. Il 20 novembre, a Survivor Series, Gallows e Anderson hanno preso parte ad un 10-on-10 Traditional Survivor Series Tag Team Elimination match come membri del Team Raw che ha sconfitto il Team SmackDown (anche se sono stati eliminati dai WWE SmackDown Tag Team Champions Heath Slater e Rhyno). Nella puntata di Raw del 21 novembre Gallows e Anderson hanno sconfitto i Golden Truth per la terza volta, ottenendo così un altro match titolato contro il New Day per la settimana dopo. Nella puntata di Raw del 28 novembre, però, Gallows e Anderson sono stati sconfitti da Big E e Xavier Woods del New Day, fallendo l'assalto ai titoli di coppia. Nella puntata di Raw del 5 dicembre Gallows e Anderson hanno affrontato Cesaro e Sheamus per determinare i contendenti n°1 al WWE Raw Tag Team Championship ma il match è terminato in doppia squalifica causa dell'intervento del New Day. Nella puntata di Raw del 12 dicembre Gallows e Anderson hanno affrontato Big E e Kofi Kingston del New Day e Cesaro e Sheamus in un Triple Threat Tag Team match per il WWE Raw Tag Team Championship ma sono stati sconfitti; Kingston ha schienato Anderson dopo che questi era stato colpito dal Brogue Kick di Sheamus, mentre Big E ha tenuto bloccato Cesaro. Il 14 dicembre, a Tribute to the Troops, Gallows e Anderson hanno partecipato ad un Fatal 4-Way Tag Team match che includeva anche Cesaro e Sheamus, i Golden Truth e gli Shining Stars (Primo e Epico) per determinare i contendenti n°1 al WWE Raw Tag Team Championship del New Day per Roadblock: End of the Line ma il match è stato vinto da Cesaro e Sheamus. Nella puntata di Raw del 19 dicembre Gallows, Anderson e gli Shining Stars sono stati sconfitti da Cesaro, Sheamus, Big E e Kofi Kingston. Nella puntata di Raw del 26 dicembre Gallows e Anderson hanno sconfitto i Golden Truth.

#### Raw Tag Team Champions (2017)
Nella puntata di Raw del 16 gennaio 2017 Gallows e Anderson hanno sconfitto Cesaro e Sheamus per squalifica ma questi hanno comunque mantenuto il WWE Raw Tag Team Championship; in realtà Gallows e Anderson erano riusciti a vincere l'incontro schienando Cesaro dopo la Magic Killer, con lo schienamento convalidato da un secondo arbitro, tuttavia il primo arbitro, che era stato colpito precedentemente da Sheamus, ha revocato il tutto assegnando si la vittoria a Gallows e Anderson ma per squalifica (e senza dunque il cambio di titolo). Il 29 gennaio, nel Kick-off della Royal Rumble, Gallows e Anderson hanno sconfitto Cesaro e Sheamus diventando per la prima volta WWE Raw Tag Team Champions in un incontro diretto da due arbitri. Nella puntata di Raw del 6 febbraio Gallows e Anderson hanno difeso con successo i titoli contro Cesaro e Sheamus seppur per squalifica a causa dell'intervento di Big Cass ai danni di Anderson. Il 5 marzo, a Fastlane, Gallows e Anderson hanno difeso con successo i titoli contro Enzo Amore e Big Cass. Nella puntata di Raw del 6 marzo Gallows e Anderson hanno difeso con successo i titoli contro Enzo Amore e Big Cass seppur per squalifica a causa dell'intervento di Cesaro e Sheamus. Nella puntata di Raw del 20 marzo Gallows, Anderson, Enzo Amore e Big Cass sono stati sconfitti da Cesaro e Sheamus in un 4-on-2 Handicap match dove, qualora i due avessero perso, avrebbero dovuto rinunciare al loro incontro titolato di WrestleMania 33 per il WWE Raw Tag Team Championship. Il 2 aprile, a WrestleMania, Gallows e Anderson hanno perso il WWE Raw Tag Team Championship a favore dei rientranti Hardy Boyz (Jeff Hardy e Matt Hardy) dopo 63 giorni di regno in un Fatal 4-Way Ladder Match che includeva anche Cesaro e Sheamus e Enzo Amore e Big Cass.

#### Varie faide (2017)
Nella puntata di Raw del 3 aprile Gallows e Anderson hanno affrontato gli Hardy Boyz (Jeff Hardy e Matt Hardy) per il WWE Raw Tag Team Championship ma sono stati sconfitti. Nella puntata di Raw del 10 aprile Gallows, Anderson e gli Shining Stars (Primo e Epico) sono stati sconfitti da Cesaro, Sheamus e gli Hardy Boyz. Nella puntata di Raw del 17 aprile Gallows e Anderson hanno sconfitto Enzo Amore e Big Cass. Nella puntata di Raw del 24 aprile Gallows, Anderson e Samoa Joe sono stati sconfitti da Big Cass, Finn Bálor e Seth Rollins. Il 30 aprile, nel Kick-off di Payback, Gallows e Anderson sono stati sconfitti da Enzo Amore e Big Cass. Nella puntata di Raw dell'8 maggio Gallows e Anderson hanno partecipato ad un Tag Team Turmoil match per determinare i contendenti n°1 al WWE Raw Tag Team Championship degli Hardy Boyz ma sono stati eliminati da Cesaro e Sheamus. Nella puntata di Raw del 5 giugno Gallows e Anderson sono stati sconfitti da Enzo Amore e Big Show. Nella puntata di Raw del 12 giugno Gallows e Anderson hanno sconfitto Enzo Amore e Big Cass. Nella puntata di Raw del 19 giugno Gallows e Anderson sono stati sconfitti dagli Hardy Boyz. Nella puntata di Main Event del 30 giugno Gallows e Anderson sono stati sconfitti dai Revival (Dash Wilder e Scott Dawson). Nella puntata di Raw del 10 luglio Gallows e Anderson hanno sconfitto gli Hardy Boyz. Nella puntata di Main Event del 21 luglio Gallows e Anderson hanno sconfitto Heath Slater e Rhyno. Nella puntata di Raw del 24 luglio Gallows e Anderson sono stati sconfitti dai Revival. Nella puntata di Raw del 31 luglio Gallows e Anderson sono stati sconfitti dagli Hardy Boyz. Nella puntata di Raw del 7 agosto Gallows e Anderson hanno sconfitto Big Show e Enzo Amore. Nella puntata di Raw del 28 agosto Gallows e Anderson hanno partecipato ad una Battle Royal per determinare il contendente n°1 all'Intercontinental Championship di The Miz ma sono stati eliminati da Matt Hardy. Quella stessa sera, inoltre, Gallows e Anderson sono stati sconfitti da John Cena e Roman Reigns. Nella puntata di Raw del 4 settembre Gallows e Anderson sono stati sconfitti dai WWE Raw Tag Team Champions Dean Ambrose e Seth Rollins in un match non titolato. Nella puntata di Raw dell'11 settembre Gallows, Anderson, Cesaro e Sheamus sono stati sconfitti da Dean Ambrose, Seth Rollins e gli Hardy Boyz. Nella puntata di Raw del 18 settembre Gallows e Anderson hanno partecipato ad un Triple Threat match non titolato che includeva anche i WWE Raw Tag Team Champions Dean Ambrose e Seth Rollins e Cesaro e Sheamus ma il match è stato vinto da questi ultimi. Nella puntata di Raw del 2 ottobre Gallows e Anderson hanno sconfitto Jason Jordan e Matt Hardy. Nella puntata di Raw del 16 ottobre Gallows, Anderson e Elias sono stati sconfitti da Apollo Crews, Jason Jordan e Titus O'Neil. Nella puntata di Main Event del 27 ottobre Gallows e Anderson hanno sconfitto Apollo Crews e Titus O'Neil. Nella puntata di Raw del 30 ottobre Gallows e Anderson sono stati sconfitti da Heath Slater e Rhyno in un All Hallows' Eve Trick or Street Fight. Nella puntata di Main Event del 10 novembre Gallows e Anderson hanno sconfitto Heath Slater e Rhyno. Nella puntata di Raw del 13 novembre Gallows e Anderson sono stati sconfitti da Finn Bálor e Samoa Joe. Nella puntata di Main Event del 6 dicembre Gallows e Anderson hanno sconfitto Heath Slater e Rhyno. Nella puntata di Raw del 1º gennaio 2018 Gallows, Anderson e Finn Bálor hanno sconfitto Bo Dallas, Curtis Axel ed Elias.

#### The Bálor Club (2018)
Nella puntata di Raw del 1º gennaio 2018 Finn Bálor ha riformato il Bálor Club assieme a Luke Gallows e Karl Anderson ed effettuato un turn face e i tre hanno sconfitto Bo Dallas, Curtis Axel ed Elias. Nella puntata di Raw dell'8 gennaio Bálor, Gallows e Anderson hanno sconfitto l'Intercontinental Champion Roman Reigns e i WWE Raw Tag Team Champions Jason Jordan e Seth Rollins. Nella puntata speciale di Raw 25th Anniversary del 22 gennaio Gallows e Anderson hanno sconfitto i The Revival (Dash Wilder e Scott Dawson). Il 28 gennaio, nel Kick-off della Royal Rumble, Gallows e Anderson sono stati sconfitti dai Revival. Nella puntata di Raw del 12 febbraio Gallows e Anderson sono stati nuovamente sconfitti dai Revival. Il 25 febbraio, nel Kick-off di Elimination Chamber, Gallows e Anderson hanno sconfitto il Miztourage (Bo Dallas e Curtis Axel). Nella puntata di Raw del 12 marzo Gallows e Anderson hanno partecipato ad una Battle Royal per determinare i contendenti n°1 al WWE Raw Tag Team Championship di Cesaro e Sheamus ma sono stati eliminati da Braun Strowman. Nella puntata di Raw del 19 marzo Bálor, Gallows e Anderson hanno sconfitto The Miz e il Miztourage. Nella puntata di Raw del 26 marzo Gallows e Anderson hanno sconfitto il Miztourage. L'8 aprile, nel Kick-off di WrestleMania 34, Gallows e Anderson hanno partecipato all'annuale André the Giant Memorial Battle Royal ma sono stati eliminati da Chad Gable e Titus O'Neil. Nella puntata di Raw del 9 aprile Gallows e Anderson sono stati sconfitti dai Revival.

#### Cambi di roster, The O.C. e rilascio (2018–2020)
Con lo Shake-up del 17 aprile Gallows e Anderson sono stati trasferiti nel roster di SmackDown. Nella puntata di SmackDown del 24 aprile Gallows, Anderson e il WWE Champion AJ Styles sono stati sconfitti da Shinsuke Nakamura e i Rusev Day (Aiden English e Rusev). Il 27 aprile, a Greatest Royal Rumble, Anderson ha partecipato al Royal Rumble match a 50 uomini entrando col numero 32 ma è stato eliminato da Randy Orton. Nella puntata di SmackDown del 22 maggio Anderson e Gallows hanno sconfitto gli Usos (Jey Uso e Jimmy Uso), diventando i contendenti n°1 allo SmackDown Tag Team Championship dei Bludgeon Brothers (Harper e Rowan) a Money in the Bank. Nella puntata di SmackDown del 5 giugno Anderson ha sconfitto Harper. Il 17 giugno, nel Kick-off di Money in the Bank, Anderson e Gallows hanno affrontato i Bludgeon Brothers per lo SmackDown Tag Team Championship ma sono stati sconfitti. Nella puntata di SmackDown del 19 giugno Gallows e Anderson hanno affrontato nuovamente il Bludgeon Brothers per lo SmackDown Tag Team Championship ma sono stati sconfitti.
Il 29 aprile 2019 Gallows e Anderson sono passati al roster di Raw; quella stessa sera, i due sono stati sconfitti dagli Usos. Nella puntata di Raw del 17 giugno Gallows a Anderson sono stati sconfitti nuovamente dagli Usos. Nella puntata di Raw del 17 giugno Gallows a Anderson sono stati sconfitti nuovamente dagli Usos. Nella puntata di Raw del 1º luglio il Club è stato riformato dopo che AJ Styles ha attaccato lo United States Champion Ricochet insieme a Gallows e Anderson. Nella puntata di Raw del 15 luglio il Club ha sconfitto i Lucha House Party (Gran Metalik, Kalisto e Lince Dorado). Nella puntata di Raw del 29 luglio Gallows e Anderson hanno riconquistato il Raw Tag Team Championship per la seconda volta sconfiggendo i Revival (Dash Wilder e Scott Dawson) in un Triple Threat match che comprendeva anche gli Usos. Nella puntata di Raw del 5 agosto l'O.C. (l'acronimo di The Original Club come nuovo nome del Club) ha sconfitto Ricochet e Big E e Xavier Woods del New Day (questi ultimi due appartenenti al roster di SmackDown). Nella puntata di Raw del 19 agosto Gallows e Anderson hanno perso i titoli contro Braun Strowman e Seth Rollins dopo 21 giorni di regno. Il 31 ottobre, a Crown Jewel, Gallows e Anderson hanno vinto un Tag Team Turmoil match eliminando per ultimi i Raw Tag Team Champions dei Viking Raiders (Erik e Ivar), vincendo la WWE World Cup. Nella puntata di Raw del 18 novembre Anderson è stato sconfitto da Humberto Carrillo. Nella puntata di Raw del 2 dicembre l'O.C. ha sconfitto Humberto Carrillo, Ricochet e Rey Mysterio. Il 15 dicembre, a TLC: Tables, Ladders & Chairs, Gallows e Anderson hanno risposto alla Open Challenge dei Viking Raiders per il Raw Tag Team Championship ma il match è terminato in doppio count-out. Nella puntata di Raw del 16 dicembre Gallows e Anderson hanno sconfitto i Viking Raiders in un match non titolato. Nella puntata di Raw del 23 dicembre l'O.C. ha sconfitto i Viking Raiders e Randy Orton. Nella puntata di Raw del 30 dicembre Gallows e Anderson sono stati sconfitti dagli Street Profits (Angelo Dawkins e Montez Ford). Nella puntata di Raw del 6 gennaio 2020 Gallows e Anderson hanno partecipato ad un Triple Threat Tag Team match per il Raw Tag Team Championship che comprendeva anche i campioni, i Viking Raiders, e gli Street Profits ma il match è stato vinto dai Raiders. Il 26 gennaio, alla Royal Rumble, Anderson ha partecipato al match omonimo entrando col numero 20 ma è stato eliminato da Randy Orton. La sera dopo, a Raw, Gallows e Anderson sono stati sconfitti da Drew McIntyre in un 2-on-1 Handicap match. Nella puntata di Raw del 17 febbraio Anderson è stato sconfitto da Ricochet. Il 27 febbraio, nel Kick-off di Super ShowDown, Gallows ed Anderson hanno sconfitto i Viking Raiders. Nella puntata di Raw del 2 marzo Anderson è stato sconfitto da Aleister Black.
Il 15 aprile 2020 la WWE ha comunicato ufficialmente il rilascio di Anderson.

### Ritorno ad Impact Wrestling (2020–2022)
Nella giornata del 18 luglio 2020, Impact Wrestling ha ufficializzato il ritorno di Anderson e Doc Gallows e la loro presenza a Slammiversary XVIII. In tale evento, apparendo come The Good Brothers, hanno aiutato Eddie Edwards a respingere Ace Austin e Madman Fulton

### All Elite Wrestling (2021)
Dopo l'esperienza in "Impact Wrestling" è stato sotto contratto dell'AEW per pochi mesi prima di poter fare il suo ritorno nella New Japan Pro-Wrestling nel 2021

### Ritorno in WWE (2022–2025)
Anderson e Gallows tornarono a sorpresa in WWE nella puntata di Raw del 10 ottobre 2022 aiutando AJ Styles contro il Judgment Day e riformando l'O.C. Gallows e Anderson combatterono il loro primo match in WWE il 17 ottobre, a Raw, sconfiggendo l'Alpha Academy (Chad Gable e Otis). Il 5 novembre, a Crown Jewel, l'O.C. venne sconfitto dal Judgment Day. Il 9 gennaio, a Raw, Anderson e Gallows parteciparono ad un Tag Team Turmoil match per determinare i contendenti n°1 al Raw Tag Team Championship degli Usos ma vennero eliminati per primi dal Judgment Day (Damian Priest e Finn Bálor).
Il 28 aprile 2023, per effetto del Draft, l'O.C. passò al roster di SmackDown.
Pur restando a SmackDown, apparendo per lo più in segmenti backstage con AJ Styles e Michin, apparvero ad NXT il 20 febbraio 2024 attaccando Axiom e Nathan Frazer e la Chase U (Andre Chase e Duke Hudson), effettuando un turn heel. Tornarono dunque in azione nella puntata di NXT della settimana dopo sconfiggendo facilmente Edris Enofé e Malik Blade. Il 19 marzo, ad NXT, Gallows e Anderson prevalsero su Hank Walker e Tank Ledger, qualificandosi per il triple treath match di qualificazione per diventare gli sfidanti all'NXT Tag Team Championship per NXT Stand & Deliver.
L'8 febbraio del 2025 è stato licenziato dalla WWE.

## Vita privata
Anderson è sposato e ha quattro figli.

## Personaggio

### Mosse finali
- Come Chad 2 Badd
  - Baddest Kick in the World (Running big boot)
  - Too Badd (Diving neckbreaker)

- Come Karl Anderson
  - Diving neckbreaker – 2016–2017
  - Gun Stun (Jumping cutter) – 2009–2015
  - Running single leg dropkick – 2016–attuale
  - Spinebuster – 2006–2008

### Soprannomi
- "2 Badd"
- "The Machine Gun"

## Titoli e riconoscimenti
- Appalachian Wrestling Federation

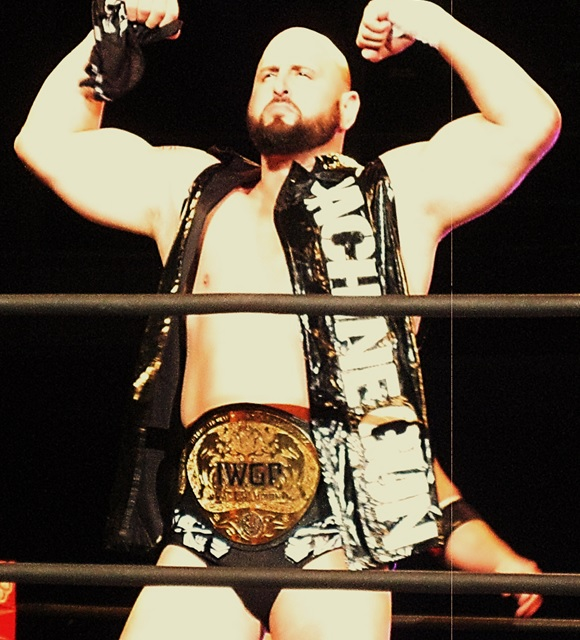
Anderson con l'IWGP Tag Team Championship, titolo che ha vinto per tre volte con Doc Gallows e una con Giant Bernard

  - AFW Tag Team Championship (1) – con Jay Donaldson
- Empire Wrestling Federation
  - EWF American Championship (1)
- Impact Wrestling
  - Impact World Tag Team Championship (3) – con Doc Gallows
  - Impact Year End Awards (3)
    - Finishing Move of the Year (2020) - Magic Killer con Doc Gallows
    - Moment of the Year (2020) - ritorno dei Good Brothers a Slammiversary
    - Tag Team of the Year (2021) - con Doc Gallows
- Lariato Pro Wrestling
  - Lariato Pro Tag Team Championship (1) – con Doc Gallows
- National Wrestling Alliance
  - NWA World Tag Team Championship (1) – con Joey Ryan
- NWA Midwest
  - NWA Heartland States Heavyweight Championship (1)
- NWA United Kingdom
  - NWA British Commonwealth Heavyweight Championship (1)
- New Japan Pro-Wrestling
  - IWGP Tag Team Championship (4) – con Doc Gallows (3) e Giant Bernard (1)
  - NEVER Openweight Championship (1)
  - G1 Tag League (2009) – con Giant Bernard
  - World Tag League (2012) – con Hirooki Goto
  - World Tag League (2013) – con Doc Gallows
  - NJPW Strong Tag Team Turbulence Tournament (2021) – con Doc Gallows
- Nikkan Sports
  - Best Tag Team Award (2011) - con Giant Bernard
  - Outstanding Performance Award (2012)
- Northern Wrestling Federation
  - NWF Heavyweight Championship (2)
  - NWF Tri-State Championship (1)
- Pro Wrestling Illustrated
  - 64º tra i 500 migliori wrestler singoli nella PWI 500 (2012)
- Pro Wrestling Noah
  - GHC Tag Team Championship (1) – con Giant Bernard
- Stampede Wrestling
  - Stampede British Commonwealth Heavyweight Championship (1)
- WWE
  - WWE Raw Tag Team Championship (2) – con Luke Gallows
  - WWE Tag Team World Cup (2019) – con Luke Gallows
- Wrestling Observer Newsletter
  - Tag Team of the Year (2011) – con Giant Bernard